# Jean-Paul Moulinot
Jean-Paul Moulinot est un acteur français, sociétaire de la Comédie-Française, né le 30 juin 1912 à Nice et mort le 3 décembre 1989 à Ville-d'Avray.

## Biographie
Compagnon de route de Jean Vilar, il participe au premier Festival d'Avignon en 1947. Dès 1951, année de réouverture du TNP, il en intègre la troupe et y demeure durant toutes les années où Jean Vilar en est le directeur. Il rejoint ensuite la Comédie-Française jusqu'à sa mort.

### Vie privée
Jean-Paul Moulinot a été marié à Élisabeth Hardy (1917-2000), comédienne du TNP.

## Théâtre

### Comédie-Française
- Entrée à la Comédie-Française en 1966
- Sociétaire en 1989
- 481e sociétaire
- 1937 : Les affaires sont les affaires d'Octave Mirbeau, mise en scène Fernand Ledoux
- 1938 : Cyrano de Bergerac d'Edmond Rostand, mise en scène Pierre Dux
- 1966 : Les Femmes savantes de Molière, mise en scène Jean Meyer
- 1966 : Le commissaire est bon enfant de Georges Courteline et Jules Lévy, mise en scène Robert Manuel
- 1967 : Le Jeu de l'amour et du hasard de Marivaux, mise en scène Maurice Escande
- 1967 : Le Malade imaginaire de Molière, mise en scène Robert Manuel
- 1967 : La Commère de Marivaux, mise en scène Michel Duchaussoy
- 1967 : L'Émigré de Brisbane de Georges Schéhadé, mise en scène Jacques Mauclair
- 1967 : L'Étourdi de Molière, mise en scène Jean-Paul Roussillon
- 1967 : Le Médecin malgré lui de Molière, mise en scène Jean-Paul Roussillon
- 1968 : Le Joueur de Regnard, mise en scène Jean Piat
- 1968 : Ruy Blas de Victor Hugo, mise en scène Raymond Rouleau
- 1969 : Les Italiens à Paris de Charles Charras et André Gille d'après Évariste Gherardi, mise en scène Jean Le Poulain
- 1969 : Port-Royal d'Henry de Montherlant, mise en scène Jean Meyer
- 1970 : Malatesta d'Henry de Montherlant, mise en scène Pierre Dux
- 1970 : Le Songe d'August Strindberg, mise en scène Raymond Rouleau
- 1971 : Becket ou l'Honneur de Dieu de Jean Anouilh, mise en scène de l'auteur et Roland Piétri
- 1972 : Cyrano de Bergerac d'Edmond Rostand, mise en scène Jacques Charon
- 1972 : Volpone de Jules Romains et Stefan Zweig, mise en scène Gérard Vergez, Comédie-Française au Théâtre national de l'Odéon
- 1972 : Le Comte Oderland de Max Frisch, mise en scène Jean-Pierre Miquel, Comédie-Française au Théâtre national de l'Odéon
- 1972 : La Station Champbaudet d'Eugène Labiche et Marc-Michel, mise en scène Jean-Laurent Cochet
- 1973 : Le Malade imaginaire de Molière, mise en scène Jean-Laurent Cochet
- 1973 : Dom Juan de Molière, mise en scène Antoine Bourseiller
- 1973 : Les Femmes savantes de Molière, mise en scène Jean Piat
- 1973 : L'École des femmes de Molière, mise en scène Jean-Paul Roussillon
- 1974 : Hernani de Victor Hugo, mise en scène Robert Hossein
- 1974 : L'Impromptu de Marigny, Jean Poiret, mise en scène Jacques Charon
- 1975 : Dialogues avec Leuco de Cesare Pavese, mise en scène Antoine Bourseiller, Comédie-Française au Petit Odéon
- 1976 : Trafic de Louis Calaferte, mise en scène Jean-Pierre Miquel, Comédie-Française au Petit Odéon
- 1976 : Cyrano de Bergerac d'Edmond Rostand, mise en scène Jean-Paul Roussillon
- 1976 : Lorenzaccio d'Alfred de Musset, mise en scène Franco Zefirelli
- 1977 : On ne badine pas avec l'amour d' Alfred de Musset, mise en scène Simon Eine
- 1977 : Doit-on le dire ? d'Eugène Labiche, mise en scène Jean-Laurent Cochet
- 1978 : La Puce à l'oreille d'Eugène Labiche, mise en scène Jean-Laurent Cochet
- 1979 : Ruy Blas de Victor Hugo, mise en scène Jacques Destoop
- 1979 : L'Œuf de Félicien Marceau, mise en scène Jacques Rosny
- 1980 : Simul et singulis, Soirées littéraires consacrées au Tricentenaire de la Comédie-Française, mises en scène Simon Eine, Alain Pralon et Jacques Destoop
- 1981 : La Dame de chez Maxim de Georges Feydeau, mise en scène Jean-Paul Roussillon
- 1983 : Triptyque de Max Frisch, mise en scène Roger Blin, Comédie-Française au Théâtre national de l'Odéon
- 1983 : Amphitryon de Molière, mise en scène Philippe Adrien
- 1984 : Ivanov de Tchekhov, mise en scène Claude Régy
- 1986 : Le Menteur de Corneille, mise en scène Alain Françon
- 1986 : Le Bourgeois gentilhomme de Molière, mise en scène Jean-Luc Boutté
- 1986 : Le Menteur de Corneille, mise en scène Alain Françon
- 1987 : La Manivelle de Robert Pinget, mise en scène Jean-Paul Roussillon, Comédie-Française au Festival d'Avignon
- 1988 : Fin de partie de Samuel Beckett, mise en scène Gildas Bourdet

### Hors Comédie-Française
- 1945 : Tartuffe de Molière, mise en scène Marcel Herrand, théâtre des Mathurins
- 1946 : Primavera de Claude Spaak, mise en scène Marcel Herrand, théâtre des Mathurins
- 1947 : Je vivrai un grand amour de Steve Passeur, théâtre des Mathurins
- 1949 : Le Légataire universel de Jean-François Regnard, mise en scène Georges Douking, théâtre des Célestins
- 1949 : Héloïse et Abélard de Roger Vaillant, mise en scène Jean Marchat, théâtre des Mathurins
- 1950 : Henri IV de Luigi Pirandello, mise en scène André Barsacq, théâtre de l'Atelier
- 1951 : Mère Courage de Bertolt Brecht, mise en scène Jean Vilar, TNP Théâtre de la Cité Jardins Suresnes
- 1952 : L'Avare de Molière, mise en scène Jean Vilar, TNP théâtre de Chaillot, Festival d'Avignon
- 1952 : Lorenzaccio d’Alfred de Musset, mise en scène Gérard Philipe, TNP Festival d'Avignon
- 1956 : Les Femmes savantes de Molière, mise en scène Jean-Paul Moulinot, TNP théâtre de Chaillot
- 1956 : Le Mariage de Figaro de Beaumarchais, mise en scène Jean Vilar, TNP Festival d'Avignon
- 1956 : Ce Fou de Platonov d'Anton Tchekhov, mise en scène Jean Vilar, Festival de Bordeaux, TNP
- 1957 : Le Mariage de Figaro de Beaumarchais, mise en scène Jean Vilar, TNP Festival d'Avignon
- 1957 : Henri IV de Luigi Pirandello, mise en scène Jean Vilar, TNP Festival d'Avignon, théâtre de Chaillot
- 1957 : Meurtre dans la cathédrale de Thomas Stearns Eliot, mise en scène Jean Vilar, TNP Festival d'Avignon
- 1958 : Ubu roi d'Alfred Jarry, mise en scène Jean Vilar, TNP théâtre de Chaillot
- 1958 : Œdipe d'André Gide, mise en scène Jean Vilar, TNP, Festival de Bordeaux, Festival d'Avignon
- 1958 : L'École des femmes de Molière, mise en scène Georges Wilson, TNP théâtre de Chaillot
- 1958 : Lorenzaccio d'Alfred de Musset, mise en scène Gérard Philipe, TNP Festival d'Avignon
- 1959 : La Fête du cordonnier de Michel Vinaver d'après Thomas Dekker, mise en scène Georges Wilson, TNP théâtre de Chaillot
- 1959 : Meurtre dans la cathédrale de Thomas Stearns Eliot, mise en scène Jean Vilar, TNP Festival d'Avignon
- 1959 : La Mort de Danton de Georg Büchner, mise en scène Jean Vilar, TNP théâtre de Chaillot
- 1959 : Mère Courage de Bertolt Brecht, mise en scène Jean Vilar, TNP Festival d'Avignon
- 1960 : Erik XIV d'August Strindberg, mise en scène Jean Vilar, TNP théâtre de Chaillot, Festival d'Avignon
- 1960 : Mère Courage de Bertolt Brecht, mise en scène Jean Vilar, TNP Festival d'Avignon
- 1960 : Ubu roi d'Alfred Jarry, mise en scène Jean Vilar, TNP théâtre de Chaillot
- 1960 : La Résistible Ascension d'Arturo Ui de Bertolt Brecht, mise en scène Jean Vilar et Georges Wilson, TNP théâtre de Chaillot
- 1960 : Antigone de Sophocle, mise en scène Jean Vilar, Festival d'Avignon
- 1961 : Antigone de Sophocle, mise en scène Jean Vilar, Festival d'Avignon
- 1965 : La Seconde Surprise de l'amour de Marivaux, mise en scène Maurice Guillaud, Festival du Marais
- 1966 : L'Avare de Molière, mise en scène Jean Vilar, Festival du Marais Hôtel de Rohan

## Filmographie

### Cinéma
- 1946 : La Foire aux chimères de Pierre Chenal
- 1949 : Lady Paname d'Henri Jeanson
- 1949 : Un certain monsieur d'Yves Ciampi
- 1950 : Le Traqué (Gunman in the Streets) de Boris Lewin
- 1950 : L'Étrange Madame X de Jean Grémillon : le majordome
- 1951 : Identité judiciaire d'Hervé Bromberger : l'inspecteur qui prend la déposition au début du film
- 1951 : Ma femme est formidable d'André Hunebelle : le docteur
- 1951 : La Plus Belle Fille du monde de Christian Stengel
- 1951 : Victor de Claude Heymann : le directeur de la banque
- 1952 : Monsieur taxi d'André Hunebelle : l'homme accidenté
- 1952 : Le Rideau rouge / Ce soir on joue Macbeth d'André Barsacq
- 1952 : Nous sommes tous des assassins d'André Cayatte : le directeur de la "santé"
- 1955 : Le Dossier noir d'André Cayatte
- 1957 : Un amour de poche de Pierre Kast
- 1960 : La Millième Fenêtre de Robert Ménégoz
- 1962 : Les Célibataires de Jean Prat : Léon de Coantré
- 1962 : Le Diable et les Dix Commandements de Julien Duvivier : Le directeur de la banque
- 1963 : Le Feu follet de Louis Malle : le docteur La Berbinais
- 1963 : OSS 117 se déchaîne d'André Hunebelle
- 1963 : La Foire aux cancres de Louis Daquin : le maire
- 1963 : Et vint le jour de la vengeance de Fred Zinnemann : le père Estéban
- 1963 : Rien ne va plus de Jean Bacqué : le baron
- 1963 : Mort, où est ta victoire ? d'Hervé Bromberger : Belignat
- 1964 : Monsieur de Jean-Paul Le Chanois : Maître Flament, le notaire
- 1964 : Nick Carter va tout casser d'Henri Decoin : Didier Formentaire
- 1965 : Un milliard dans un billard de Nicolas Gessner : le bijoutier
- 1965 : Les Centurions de Mark Robson : De Guyot
- 1966 : Sale temps pour les mouches de Guy Lefranc : le général André Pujol
- 1968 : La Bataille de San Sebastian d'Henri Verneuil
- 1968 : Tu seras terriblement gentille de Dirk Sanders
- 1968 : Sous le signe du taureau de Gilles Grangier : Pierre, le valet
- 1969 : Une drôle de bourrique / L'âne de Zigliara de Jean Canolle : l'évêque
- 1971 : Mourir d'aimer d'André Cayatte : M. Guénot
- 1973 : L'affaire Dominici de Claude Bernard-Aubert : le médecin légiste
- 1974 : Impossible... pas français de Robert Lamoureux : De Sica
- 1976 : Mado de Claude Sautet : Papa
- 1983 : Les Oiseaux noirs (Svarta Faglar) de Lasse Glomm : le père de Simone

### Télévision
- 1950 : Agence Nostradamus de Claude Barma (série télévisée)
- 1956 : En votre âme et conscience, épisode L'Affaire de Vaucroze de Jean Prat
- 1959 : La Confession (téléfilm) : Ledward
- 1959 : En votre âme et conscience, épisode : L'Affaire Steinheil de Jean Prat
- 1961 : La caméra explore le temps (série télévisée) : le prince de Condé / le roi Louis-Philippe
- 1961-1962 : Le Théâtre de la jeunesse (série télévisée) : Blazius / Gilles
- 1962 : La Belle et son fantôme de Bernard Hecht (série télévisée) : Walter de Lestrange
- 1962 : L'inspecteur Leclerc enquête de Jean Laviron (série télévisée) : Marquet
- 1962 : Les Cinq Dernières Minutes, épisode Le Tzigane et la Dactylo de Pierre Nivollet : le docteur
- 1962 : Les Célibataires de Jean Prat (téléfilm) : Léon de Coantré
- 1963 : Siegfried de Marcel Cravenne (série télévisée) : Robineau
- 1963 : Commandant X (série télévisée) : le consul
- 1964 : Rocambole de Jean-Pierre Decourt (série télévisée) : Lord Charring
- 1964 : Une fille dans la montagne (téléfilm) : Gardin
- 1964 : La montre en or (téléfilm) : Toupin
- 1965 : Le Roi Lear de Jean Kerchbron (téléfilm) : le comte de Gloucester
- 1965 : Sens interdit (téléfilm) : Daniel
- 1965 : Merlusse (téléfilm) : le proviseur
- 1966 : Le Chevalier d'Harmental (série télévisée) : Mallézieux
- 1966 : En votre âme et conscience, épisode : Le Crime de Sezegnin de  Pierre Nivollet
- 1966 : En votre âme et conscience, épisode : Le Secret de la mort de monsieur Rémy de  Jean Bertho
- 1966 : L'Avare (téléfilm) : Maître Jacques
- 1967 : Saturnin Belloir de Jacques-Gérard Cornu (série télévisée) : Saturnin Belloir
- 1967 : Marion Delorme (téléfilm) : le marquis de Mangis
- 1967 : Salle n° 8 (série télévisée) : Oncle Hector (ép. 23)
- 1968 : Princesse Czardas (téléfilm) : le prince
- 1968 : Le comte Yoster a bien l'honneur (série télévisée) : Dr. Leander
- 1969 : Le distrait (téléfilm) : Valère
- 1969 : Fortune d'Henri Colpi (série télévisée) : Docteur Robinson
- 1970 : Monsieur de Pourceaugnac (téléfilm) : un suisse, Comédie-Française
- 1971 : Si j'étais vous d'Ange Casta (téléfilm) : Oncle Firmin
- 1972 : Ruy Blas (téléfilm) : Marquis de Santa Cruz, Comédie-Française
- 1972 : La Station Champbaudet de Georges Folgoas (téléfilm), Comédie-Française
- 1972 : épisode Le comte de Lavalette de la série Les Évasions célèbres : Louis XVIII
- 1973 : La porteuse de pain (série télévisée) : Jules Labroue
- 1973 : L'étang de la Breure (série télévisée) : M. de la Cazère
- 1973 : Marie Dorval (téléfilm) : Merle
- 1973 : Molière pour rire et pour pleurer de Marcel Camus (téléfilm) : le chancelier de Lamoignon
- 1974 : Les Faucheurs de marguerites de Marcel Camus (série télévisée) : M. Perrier
- 1974 : L'implantation (téléfilm) : Paul
- 1974 : Jean Pinot, médecin d'aujourd'hui de Michel Fermaud (série télévisée) : Dr. Clavé
- 1975 : La Médecin malgré lui (téléfilm) : Robert
- 1977 : Madame Ex (téléfilm) : le père de Louis
- 1977 : Richelieu de Jean-Pierre Decourt  (série télévisée) : le pape
- 1977 : Lorenzaccio (téléfilm) : Guicciardini, Comédie-Française
- 1977 : Ou vont les poissons rouges? (téléfilm) : le pêcheur
- 1978 : Ce diable d'homme (série télévisée) : M. Arouet
- 1978 : On ne badine pas avec l'amour (téléfilm) : le paysan, Comédie-Française
- 1979 : Julien Fontanes, magistrat, épisode Coup de taureau - de Guy Lefranc
- 1980 : L'œuf (téléfilm) : Eugène, Comédie-Française
- 1980 : Julien Fontanes, magistrat (série télévisée) : Me Tasille
- 1980 : Jean-Sans-Terre (téléfilm) : le beau-père
- 1982 : La double inconstance (téléfilm) : un seigneur, Comédie-Française
- 1982 : Les Caprices de Marianne (téléfilm) : Malvolio
- 1982 : Emmenez-moi au théâtre: Lorsque l'enfant paraît (téléfilm) : M. Jacquet
- 1982 : La démobilisation générale (téléfilm) : Albert Sarraut

### Doublage
- 1960 : Ben-Hur : Voix française du narrateur
- 1962 : Lawrence d'Arabie : Mr. Dryden (Claude Rains)
- 1966 : Un mort en pleine forme : Joseph Finsbury (Ralph Richardson)
- 1975 : La Baby-Sitter : Henderson (Georg Marischka)